# Kees Kuiper
Cornelis Jacobus (Kees) Kuiper, Baambrugge (gem. Abcoude-Baambrugge), 9 mei 1875 - Utrecht, 4 april 1951. Was een Nederlands Katholiek vakbondsbestuurder, journalist en Tweede Kamerlid van de Rooms-Katholieke Staatspartij (RKSP).

## Biografie
Kees Kuiper werd geboren in een katholiek arbeidersgezin als zoon van werkman Cornelis Kuiper en Teuntje Heemskerk. Na de lagere school ging hij op 12-jarige leeftijd bij een smid werken, iets dat hem een verminking van een van zijn handen op zou leveren. Toen Kuiper 24 jaar was en bij een Haarlemse fabriek van rijtuigen en spoorwegmateriaal werkte, werd hij lid van een niet Katholieke vakbond, in 1903 keerde hij deze bond door de spoorwegstakingen van 1903 de rug toe en werd hij lid van een katholieke metaalwerkersbond. In deze katholieke metaalwerkersbond werd hij vanaf 1914 penningmeester. In 1918 werd Kuiper tevens lid van de Tweede-Kamerfractie van de Rooms-Katholieke Staatspartij. In de Tweede Kamer was hij vooral woordvoerder sociale zaken, en was samen met het andere Rooms-Katholieke kamerlid W. Steinmetz al in de jaren dertig voorstander van een rooms-rood kabinet (een kabinet met de katholieken van de RKSP en de Socialisten van de SDAP) Kuiper en Steinmetz waren in de jaren dertig echter 1 van de weinigen in de katholieke fractie met dit standpunt.